# Formica imitans
Formica imitans är en myrart som beskrevs av Mikhail Dmitrievich Ruzsky 1902. Formica imitans ingår i släktet Formica och familjen myror. Inga underarter finns listade i Catalogue of Life.